# کیقباد یکم شروانشاه
کیقباد (درگذشت ۱۳۴۸) سی و یکمین حاکم شروان بود که حکومت مغول را سرنگون کرد. اطلاعات زیادی از وی در دست نیست.